# Arganasaurus
Arganasaurus lyazidi
Genre
Espèce
Synonymes
- Metoposaurus lyazidi Dutuit, 1976

Arganasaurus est un genre fossile d'amphibiens temnospondyles préhistoriques appartenant à la famille des Metoposauridae qui vivaient dans le territoire correspondant aujourd'hui au Maroc au cours du Trias supérieur (Carnien). L'espèce type est Arganasaurus lyazidi et, en 2022, le genre reste monotypique.

## Taxonomie
L'espèce type du genre Arganasaurus, Arganasaurus lyazidi, a été décrite initialement en 1976 sous le protonyme Metoposaurus lyazidi par Jean-Michel Dutuit (d) sur la base de crânes trouvés dans la formation d'Argana dans le Nord du Maroc,. En 1993, Adrian Paul Hunt (d) a trouvé l'espèce génériquement distincte de l'espèce type Metoposaurus pour justifier son propre genre, qu'il a nommé Arganasaurus.
L'espèce Metoposaurus azerouali décrite par Dutuit en 1976, et traitée comme nomen dubium par Hunt en 1993, a été reconnue comme appartenant au genre Arganasaurus par Valentin Buffa (d) et al. en 2019.

## Habitat
Arganasaurus est l'un des deux métoposauridés qui habitaient le bassin d'Argana au Trias supérieur, l'autre étant Dutuitosaurus. Les tétrapodes vivant aux côtés de ces deux métoposauridés comprenaient l'allokotosaure Azendohsaurus laaroussi, les phytosaures Arganarhinus et Moroccorhinus, le silesauridé Diodorus, le stahleckeriide Moghreberia et le rauisuchidé Arganasuchus,,.

## Publication originale
- Jean-Michel Dutuit, « Introduction à l'étude paléontologique du Trias continental Marocain. Description des premiers stégocéphaes recueillis dans le couloir d'Argana (Atlas Occidental) », Mémoires du Muséum d'Histoire Naturelle, Paris, c, vol. 36,‎ 1976, p. 1-253.